# 梶原稔尚
梶原 稔尚（かじわら としひさ） は、日本の化学工学者。九州大学大学院工学研究院教授、プラスチック成形加工学会会長、日本レオロジー学会会長。

## 人物・経歴
1982年九州大学工学部化学機械工学科卒業。1987年九州大学大学院工学研究科化学機械工学専攻博士後期課程修了、九州大学工学部助手。1988年九州大学より工学博士の学位を取得。1993年オタワ大学客員研究員。1994年プラスチック成形加工学会論文賞受賞。九州大学工学部助教授を経て、1995年九州工業大学助教授。1999年日本レオロジー学会有功賞受賞。同年プラスチック成形加工学会功労者。2003年化学工学会粒子・流体プロセス部会粒子・流体プロセス賞受賞。2005年九州大学大学院工学研究院教授。2014年化学工学会粒子・流体プロセス部会長。2019年日本レオロジー学会会長。2020年プラスチック成形加工学会会長。